# Chinchinero

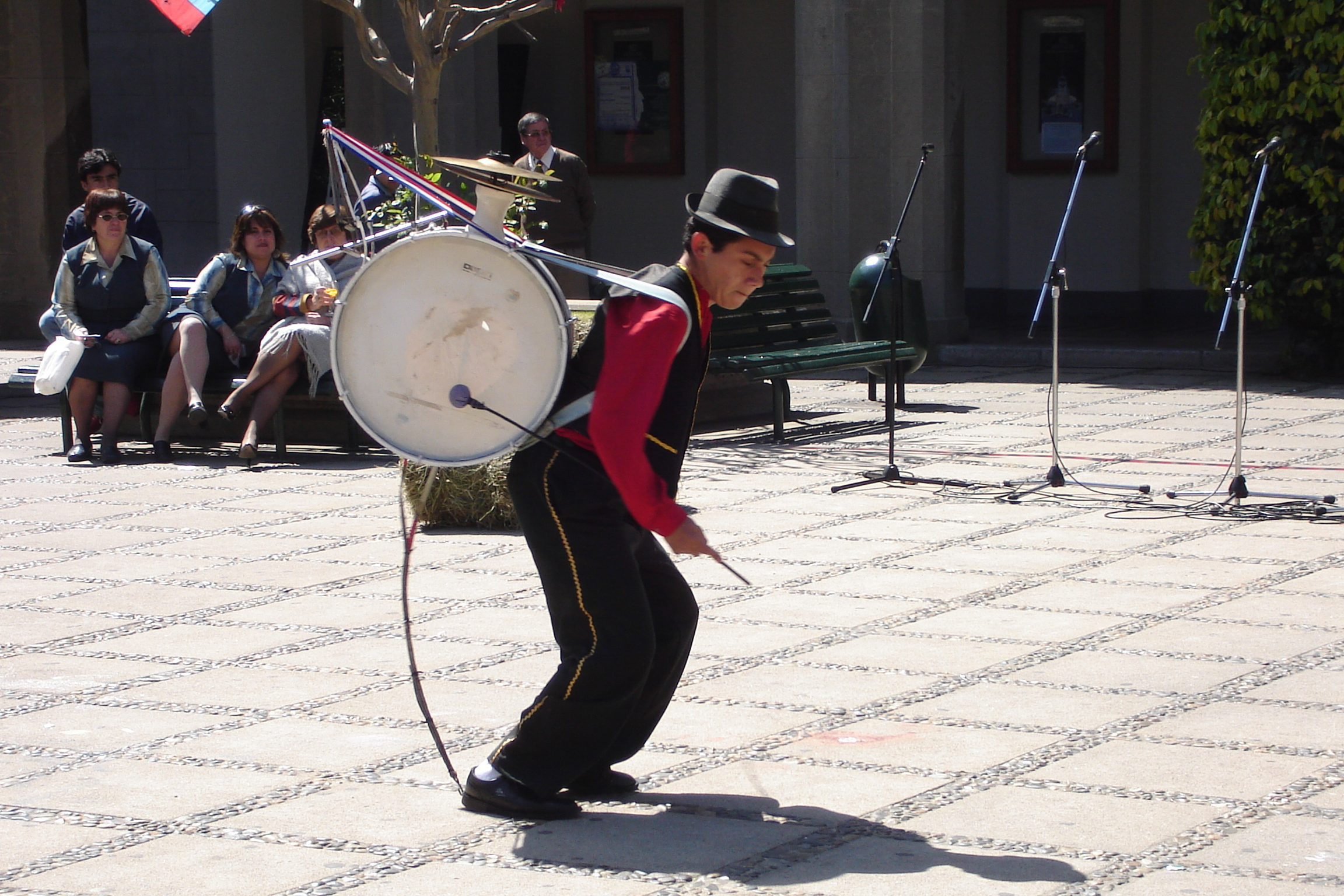
Chinchinero.

El chinchinero es un personaje popular chileno que lleva en su espalda un bombo el cual golpea con unas varillas.

## Características
Los chinchineros suelen recorrer las calles, acompañando a un organillero, quien posee un organillo, instrumento a base de aire que se hace funcionar con una manivela. Mientras el organillero toca, el chinchinero toca y baila lo que el organillero está interpretando: Fox-Trot, Vals, tango y Cueca.
Muchas veces los chinchineros callejeros venden remolinos u otros juguetes para los niños. También es común ver a una pareja de chinchineros compuesta por padre e hijo.

## Historia
El Chinchinero se estima que nació en la Región Metropolitana de Santiago. Fue don Lázaro Kaplán quien comenzó esta tradición en la ciudad de Santiago en la década de 1920 (puede que incluso un poco antes), cuya función era acompañar al organillo (los chinchineros solos sin organillo son producto de una época en que los organillos chilenos permanecían en mal estado, pues no tenían quién los reparara), y tocaba el chinchín y el bombo apoyado en el organillo (sin bailar). Sus hijas cantaban las canciones que tocaba un organillo (el cual tocaba ¨La danza de la libélula¨, ¨Marinero de las delicias¨ y otras canciones del repertorio de esa época) y él, además del chinchín, se ponía cascabeles. Años después algunos comenzaron a imitar esta costumbre, todavía sólo en la Región Metropolitana. En la década de 1930 comienza su oficio el chinchinero vivo más antiguo en la actualidad, don Héctor Lizana Gutiérrez ( (enlace roto disponible en Internet Archive; véase el historial, la primera versión y la última).), quien conoció a don Lázaro Kaplán. Fue don Héctor quien inventó el baile del chinchinero tal y como lo conocemos (antes algunos chinchineros hacían tímidos movimientos, pero no un verdadero baile) a fines de la década del 30. Por ejemplo, la costumbre de pasar el pie entre la cuerda que acciona el hi-hat es invento de él.
En la década de 1960, se conoce en Valparaíso la existencia de estos hombres-orquesta que acompañaban al organillo por medio de los rumores que hablaban de un niño que tocaba el chinchín. Este niño era don Manuel Lizana Quezada, hijo de don Héctor. Posteriormente el chinchinero santiaguino conocido como "Patito" es quien lleva el chinchín a Valparaíso en esa misma década del 60 y es así como los chinchineros comienzan a acompañar a los organilleros de aquella ciudad. Los chinchineros de Valparaíso tocaban el chinchín con una sola varilla y no pasaban el pie entre la cuerda del hi-hat ni daban vueltas. Fue con la visita de los Lizana el año 1962, los que fueron llevados por el organillero porteño Gustavo Muñoz, que los chinchineros de Valparaíso adoptaron (al principio, reticentes) estas técnicas y el uso de 2 varillas en vez de una.
Antiguamente, el organillero era acompañado por otros personajes como el fotógrafo, el suplementero, el afilador de cuchillos, el farolero que indicaba la hora. 
"La historia del instrumento es muy interesante. A fines del siglo XIX llegaron 300 organillos a Valparaíso. El chinchín se desarrolló después, basado en la idea del “hombre orquesta”. De hecho, trabajaron juntos, pero cada uno encontró su camino. Es gracioso saber que, por ejemplo, antes había grandes peleas entre ellos para decidir quién guardaba la plata. Pero lo realmente interesante es saber que el chinchín es único en el mundo y que los extranjeros se impresionan mucho cuando ven a un ejecutante", nos cuenta Peter Estay 
A medida que pasó el tiempo, cada personaje se fue independizando. El fotógrafo se quedó en las plazas, el que daba la hora desapareció por razones obvias: se masificó el reloj. El Afilador de cuchillos siguió solo por los barrios y de igual forma lo hizo el organillero. 
Sólo el organillero y el chinchinero continuaron trabajando como grupo, representando la cultura y tradiciones del pueblo chileno.